# Xanthosia rotundifolia
Espèce
Xanthosia rotundifolia est une espèce de plantes à fleurs de la famille des Apiaceae.
Cette espèce est parfois également placée dans les Araliaceae ou les Mackinlayaceae.
Le nom informel de cette espèce, croix du sud, est dérivé du nom commun de la constellation Crux.

## Description
Les fleurs, de couleur blanche, symétriques et au contour cruciforme, rappellent les étoiles distinctives du sud. Son port est celui d'un arbuste compris entre 0,35 m et 0,8 m de hauteur.

## Habitat
On le trouve uniquement dans les régions méridionales de l'Australie du Sud-Ouest, dans une variété de sols sur granite ou latérite.
Il a été décrit pour la première fois par de Candolle en 1829.

## Systématique
Le nom correct complet (avec auteur) de ce taxon est Xanthosia rotundifolia DC..
Xanthosia rotundifolia a pour synonymes :
- Cruciella candida Lesch. ex DC.
- Cruciella candida Leschen.
- Leucolaena rotundifolia var. pubescens Benth.
- Leucolaena rotundifolia (DC.) Benth.
- Xanthosia rotundifolia var. hypoleuca Diels